# Perceval

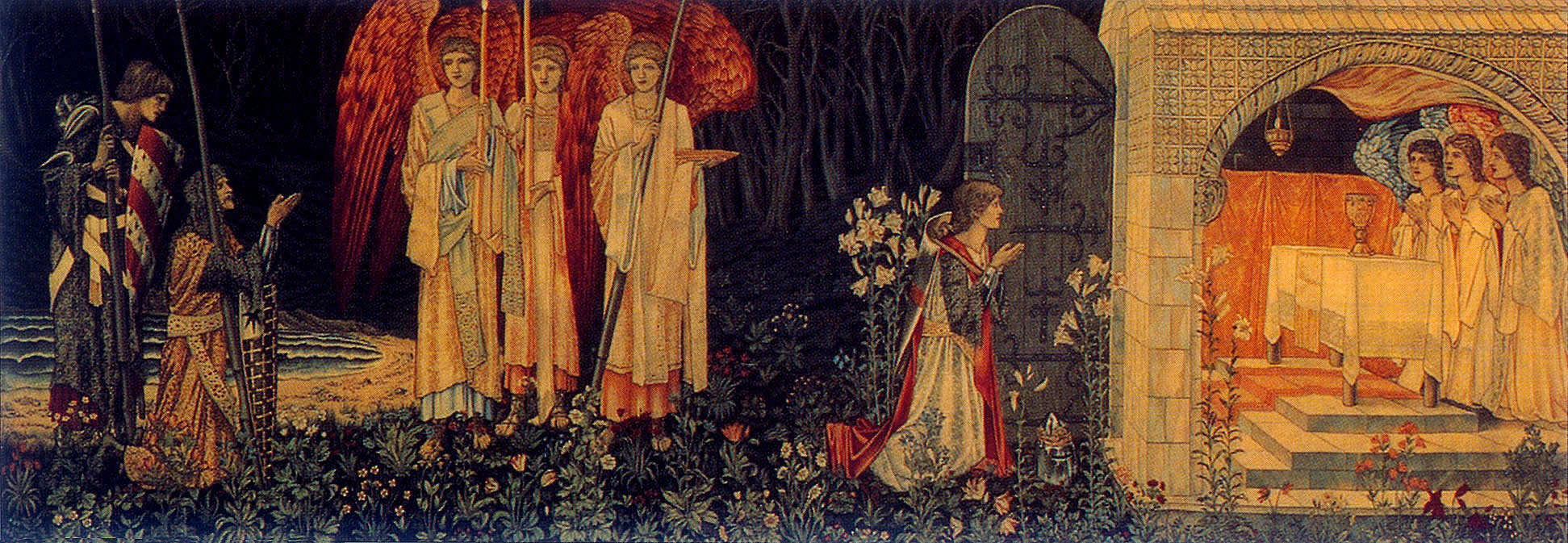
Galaaz, Boors i Perceval aconsegueixen el Graal, en un tapís d'Edward Burne-Jones

Perceval, també conegut com a Percival, Parzival o Parsifal (Peredur en la literatura gal·lesa), és un dels cavallers de la Taula Rodona del rei Artús, un dels més importants de l'anomenada matèria de Bretanya. Apareix per primer cop en el cicle artúric com al personatge central del Perceval o el Conte del Graal, l'obra pòstuma de Chrétien de Troyes escrita segurament entre els anys 1181 i 1185, i que va restar inacabada a causa de la mort de l'autor.

## El personatge
Segons la versió de Chrétien de Troyes, la mare de Perceval el cria lluny de la cort per por que es faci cavaller i mori però el noi arriba a la cort del Rei Artús, on aprèn a lluitar i a depurar les seves maneres. S'enamora de la dama Blancaflor però abans de casar-s'hi decideix tornar a veure la seva mare. En aquest viatge es troba al Rei Pescador, acompanyat de servents que porten una llança i una copa. No fa cap pregunta i l'endemà el castell misteriós és buit. Perceval decideix dedicar la resta de la seva vida a resoldre aquest misteri, ja que la copa resulta ser el Sant Greal. En paral·lel el mostren les aventures de Galvany i com ajuda al regne.
La cerca del Sant Greal simbolitza el sentit de la vida. Perceval no gosa preguntar ni parlar, no s'atreveix a preguntar-se sobre el sentit i per això no assoleix el calze sant.

### Continuacions

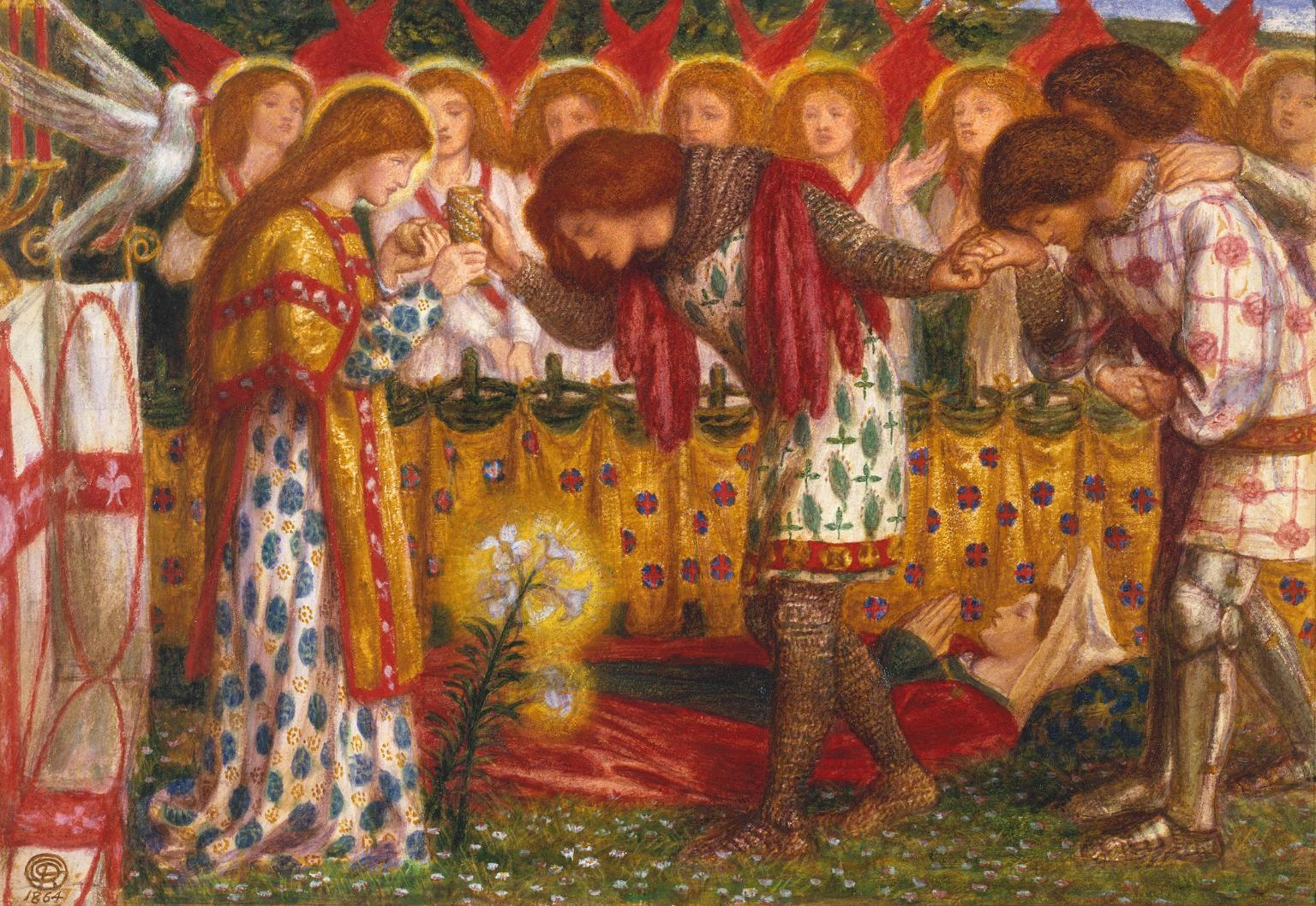
Galaaz, Boors i Perceval amb el sant Greal, de D. R. Rossetti

El fet que la història restés inacabada va motivar diverses continuacions. La primera finalitza les aventures de Galvany, fent èmfasi en el contrast amb Perceval: Perceval és un cavaller errant amb una missió mentre que Galvany és el defensor de la cort i molt més terrenal. Wauchier de Danain va reprendre la cerca de Perceval, amb les aventures d'una espasa màgica, també deixant sense assolir el Greal per permetre noves entregues. Una d'elles és la de Gerbert de Montreuil, que lliga la història amb un altre cavaller, Tristany, de gran popularitat a l'època. Manessier sí que acaba la cerca del Greal, amb Perceval substituint l'ancià Rei Pescador com a guardià de la relíquia.
Una història basada en aquest relat és el Perzival de Wolfram von Eschenbach, que no es pot considerar una continuació sinó una altra versió més tardana dins el mateix cicle. En aquesta obra apareix Lohengrin, el fill de Perceval.

## Llegat
Tant la figura del Perceval com la història narrada de la recerca del sant Greal han resultat molt atraients per a una gran quantitat d'escriptors i artistes al llarg del temps fins a l'actualitat. Una mostra d'això és l'àmplia col·lecció d'obres que s'han creat al voltant d'aquestes dues temàtiques, per exemple el cicle Vulgata: La recerca del Sant Grial, anònim (s. XIII), Parzival de Wolfram von Eschenbach (s. XIII) o La Questa del Sant Grasal de procedència incerta (segle xiv); la pintura Com sir Galaaz, sir Boors i sir Perceval s'alimentaren amb el sant Greal, però la germana de sir Perceval morí de Dante Gabriel Rossetti (1864); l'òpera Parsifal de Richard Wagner (1882); Percival e outras historias de Xosé Luís Méndez Ferrín (1956-1957); la pintura El cavaller del sant Greal de Frederick Judd Waugh (s. XX); cicle Pendragó: Grial Lawhead, Stephen R. (1997), el Codi Da Vinci de Dan Brown (2003), i la pel·lícula Perceval le Gallois d'Éric Rohmer.